# Nycteris woodi
Nycteris woodi é uma espécie de morcego da família Nycteridae. Pode ser encontrada na Zâmbia, Malauí, Moçambique, Zimbábue, e África do Sul.